# Höhere Berufsbildung
Die höhere Berufsbildung fasst alle Angebote und Abschlüsse der Tertiärstufe B (nicht Hochschulbereich) der Schweiz zusammen.

## Gliederung
Namentlich handelt es sich um
- Berufsprüfungen (Eidg. Fachausweis)
- Höhere Fachprüfungen (Eidgenössisches Diplom)
- Höhere Fachschulen (Diplom HF)

Die Ausbildungen und Prüfungen zeichnen sich durch einen hohen Praxisbezug aus. Die Ausbildung erfolgt oft berufsbegleitend, was einen direkten Transfer in die Praxis ermöglicht.
Zuständig ist das Staatssekretariat für Bildung, Forschung und Innovation (SBFI), vormals Bundesamt für Berufsbildung und Technologie.
Die höhere Berufsbildung (insbesondere die höhere Fachprüfungen) steht auch Hochschulabsolventen offen.

## Funktion
Je nach notwendiger Vorbildung ist die Funktion der höheren Berufsbildung zu differenzieren.
Berufe wie eidg. dipl. Elektroinstallateur, Automobilkaufmann oder Baumeister setzen eine einschlägige Berufliche Grundbildung und langjährige berufliche Praxis voraus. Hier liegt der Fokus auf der Vertiefung der Fachfähigkeiten und Aufbau der Führungsfähigkeiten. Das eidg. Diplom soll insbesondere im Handwerk auch zum Führen eines eigenen Geschäftes oder einer Niederlassung befähigen.
Auf der anderen Seite finden sich Berufe wie Polizist und Fahrlehrer. Hier wird auch ein Abschluss auf Sekundarstufe II verlangt, aber nicht direkt darauf aufgebaut. Der Abschluss auf Sekundarstufe II dient in diesen Fällen dazu, eine gewisse persönliche Reife und Lebenserfahrung sicherzustellen. Für die Berufsprüfung wird der Beruf von Grund auf erlernt und der Ausbildungsweg kann vorgeschrieben sein (→ nicht offen für Autodidakten/Selbststudium).
Dazwischen finden sich die Ausbildungen zum eidg. dipl. Fotodesigner, dipl. Pflegefachperson HF und so weiter, wo eine einschlägige Vorbildung angerechnet wird, aber nicht Pflicht ist.

## Statistik
Es gibt ca. 240 anerkannte Berufsprüfungen und ca. 170 höhere Fachprüfungen. Jährlich erwerben rund 26'600 Personen einen eidgenössisch anerkannten Abschluss der höheren Berufsbildung (Stand 2013).

## Internationale Einordnung
Die internationale Einordnung gestaltet sich schwierig. Berufe die in anderen Ländern auf Hochschulstufe ausgebildet werden, finden sich in der Schweiz in der höheren Berufsbildung (siehe auch Akademikerquote).

### Deutschland
Ein ähnlich differenziertes System der höheren Berufsbildung besteht in Deutschland und wird dort unter dem Begriff Aufstiegsfortbildung zusammengefasst.
Namentlich kann der Bereich Berufs- und Höhere Fachprüfung den IHK- und HwK-Fortbildungsabschlussprüfungen und damit Abschlüssen wie Fachwirt, Meister usw. zugeordnet werden.
Die höheren Fachschulen entsprechen deutschen Fachschulen, wobei es im Einzelnen auf die Schulen und die Studiengänge ankommt. Technikerschulen beider Länder sind sich z. B. sehr ähnlich und vergeben einen ähnlich lautenden Titel. Der Bereich Gesundheit durchläuft bzw. durchlief gerade in beiden Ländern eine Akademisierung, was schon national zu Schwierigkeiten mit der Zuordnung führt.

### Klassifizierung
Die Angebote sind auf Tertiärstufe (ISCED 6) angesiedelt. Die Voraussetzungen sind mindestens ein Abschluss auf Sekundarstufe II (ISCED 3). Im Gegensatz zum Hochschulbereich (ISCED 5A) wird keine Matura ((Fach-) Hochschulreife) vorausgesetzt.